# Castell de Raudondvaris
El Castell de Raudondvaris (en lituà: Raudondvario pilis), també conegut com a «Mansió Raudondvaris», és una construcció per a residència de la noblesa en estil gòtic - renaixentista, ubicada a la ciutat del mateix nom de Raudondvaris al comtat de Kaunas de Lituània.

## Història
Esmentat per primera vegada a les cròniques teutòniques de 1392. Quan Samogítia va ser lliurada a l'Orde Teutònic, van construir un petit castell de Koenigsburg i en aquest lloc, l'habitatge de 80 cavallers i 400 soldats. El castell va ser reforçat i ampliat després de la batalla de Grunwald, des d'aleshores va ser propietat personal dels reis de Polònia fins al 1549, quan Segimon II August va viure amb la seva esposa, la reina-consort Bàrbara Radziwill (junt amb la ciutat circumdant). Després de la seva mort, la «casa de maó vermell» –que va donar el seu nom al poble dels voltants de Czerwony Dwór, la Raudondvaris moderna– va caure en desús i va ser venuda a Gintowt-Dziewałtowski, que ho va vendre novament a la poderosa família Radziwill poc després.

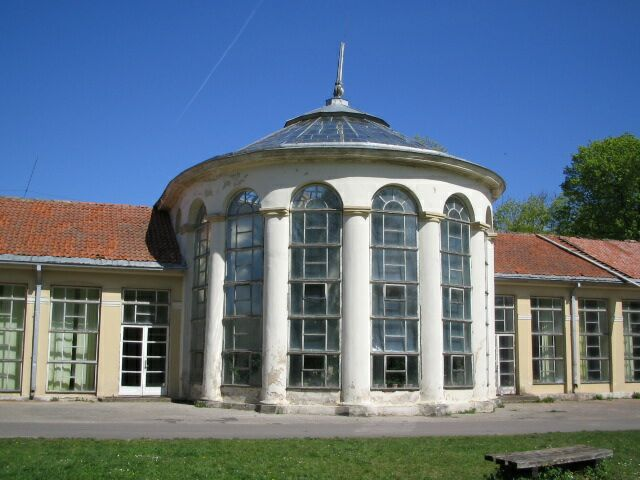
Orangerie del castell

Entre 1653 i 1664 el príncep Janusz Radziwill va ordenar la seva reconstrucció i rehabilitació, que li va donar la seva forma actual. Després de la seva defunció, el senyoriu va passar d'una família noble a una altra, primer la Worlowski, va passar a la família Zabiello i, finalment, el 1820 va ser comprat per Benedykt Tyszkiewicz. Després de la revolta de novembre, el castell va ser devastat per l'exèrcit rus, tanmateix, va ser reconstruït poc després. La renovació 1832-1855 li va donar la forma neogòtica, encara que algunes restes del renaixement i elements gòtics encara estan visibles –per damunt de tot, la torre rodona que es creu que és part de la fortalesa teutònica de l'original–. En aquell temps la casa estava envoltada d'un ampli jardí d'estil anglès, amb una gran orangerie de llimoners. El 1835 la capella de fusta va ser substituïda per una església dissenyada per un exiliat italià Wawrzyniec Cezary Anichini –qui més tard va morir a la «casa de maó vermell» i a ser enterrat a la vora de l'església que va dissenyar–. Entre 1856 i 1860 la finca va ser ampliada, amb molts més edificis dissenyats per un arquitecte alemany de nom Voler. Aquesta modificació va incloure un nou hivernacle, estables i oficines.

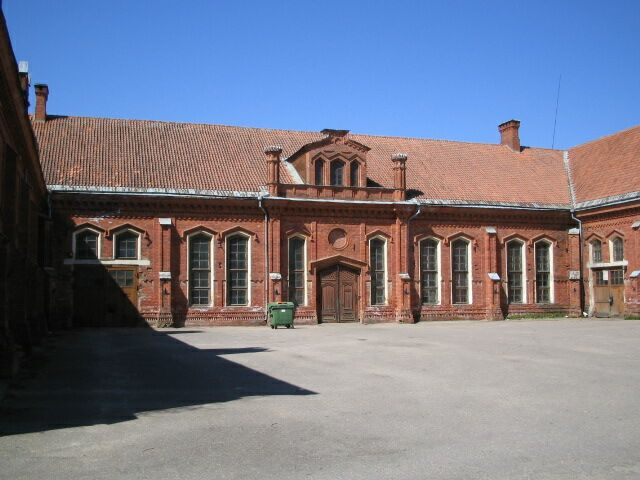
Estables del castell

## Museu
La família Tyszkiewicz va tenir la propietat fins a la Primera Guerra Mundial. La mansió era coneguda per l'àmplia col·lecció d'art de la família, amb obres de Leonardo da Vinci, Rubens, Caravaggio i Jan Matejko. Després de la guerra, el castell va ser confiscat per les autoritats lituanes. La finca es va dividir en parcel·les individuals, mentre que el castell va allotjar una escola i després un orfenat.
L'edifici va ser greument danyat durant la Segona Guerra Mundial, però va ser reconstruït entre 1962 a 1975. Actualment és la seu del Lietuvos žemės ūkio inžinerijos institutas, així com alberga un petit museu dedicat a la família Tyszkiewicz i al compositor lituà Juozas Naujalis nascut al poble proper.